# 応順
応順（おうじゅん）は、五代の後唐において李従厚の治世で用いられた元号。934年正月 - 4月。

## 西暦・干支との対照表
| 応順 | 元年  |
| 西暦 | 934年 |
| 干支 | 甲午  |